# 王源瀚
王源瀚，甘肅省平涼府靜寧州人，清朝政治人物、同進士出身。
光緒十二年（1886年），参加光緒丙戌科殿試，登進士三甲117名。同年五月，著交吏部掣签，分发各省以知县即用。